# Ruby Grant
Ruby Grant (* 15. April 2002 in London) ist eine englische Fußballspielerin.

## Karriere

### Vereine
Grant spielte zunächst bis zu ihrem Alter von 15 Jahren in der Jugendakademie des FC Arsenal, in deren zweite Mannschaft sie zur Saison 2017/18 aufgerückt und bis Saisonende 2019/20 in der Championship, der zweithöchsten Spielklasse im englischen Frauenfußball, zu Punktspielen kam. An zwei hintereinander folgenden Spieltagen wurde sie auch in der ersten Mannschaft in der FA Women’s Super League eingesetzt. Beim 4:0-Sieg im Auswärtsspiel gegen den FC Everton wurde sie in der 82. Minute für Jordan Nobbs und beim 4:1-Sieg im Heimspiel gegen die Frauenfußballmannschaft von Brighton & Hove Albion in der 89. Minute für Vivianne Miedema eingewechselt. Mit diesen beiden Einsätzen hatte sie an der später errungenen Meisterschaft Anteil.
Mit dem Saisonstart am 6. September 2020 bis zum neunten Spieltag am 13. Dezember 2020 bestritt sie sechs weitere Punktspiele in der höchsten Spielklasse – allerdings für den Ligakonkurrenten West Ham United.
Mit ihrem Abschluss an der Dame Alice Owens-Schule – eine koedukative, teilweise selektive Sekundarschule mit Akademiestatus für elf- bis 18-Jährige Absolventen – in Potters Bar in der Grafschaft Hertfordshire, begab sie sich in die Vereinigten Staaten an die University of North Carolina at Chapel Hill für ein Studium. Für das Sport-Team der Bildungseinrichtung, den Tar Heels, bestritt sie vom 20. März bis zum 13. Mai 2021 ihre ersten acht Meisterschaftsspiele in der Atlantic Coast Conference. Als Freshman kam sie am 27. März 2021 beim 7:0-Sieg über die Volunteers, dem Sport-Team der University of Tennessee, mit dem Treffer zur 1:0-Führung in der 24. Minute zu ihrem ersten Tor. Bis zum 9. November 2022 bestritt sie 49 weitere Meisterschaftsspiele, in denen ihr zehn Tore gelangen.
Nach Europa gelangt, gehörte sie dem schwedischen Erstligisten BK Häcken an, für den sie in den Spielzeiten 2023 und 2024 insgesamt 47 Punktspiele bestritt und drei Tore diesen hinzufügen konnte. In ihrer ersten Spielzeit wurde sie in 25 von 26 Punktspielen, außer am 19. Spieltag, eingesetzt. Beide Spielzeiten wurden mit Platz 2 abgeschlossen; am Ende der ersten Spielzeit entschied die um ein Tor bessere Tordifferenz zugunsten von Hammarby IF.
Am 12. Januar 2025 wurde ihre Verpflichtung vom Bundesligisten Bayer 04 Leverkusen bekannt; sie unterzeichnete einen Lizenzspielervertrag mit einer Laufzeit bis zum 30. Juni 2027.

### Nationalmannschaft
Grant debütierte als Nationalspielerin für den FA in der U17-Nationalmannschaft, die das EM-Qualifikationsspiel gegen die U17-Nationalmannschaft Moldaus am 19. September 2018 in Chișinău mit 6:0 gewann; dabei erzielte sie mit dem Treffer zum 5:0 in der Nachspielzeit sogleich ihr erstes Länderspieltor.
Bei der Teilnahme an der altersspezifischen Europameisterschaft 2019 in Bulgarien am 5. Mai in Albena im ersten und mit 0:4 gegen die U17-Nationalmannschaft Deutschlands verlorenen Spiel der Gruppe B kam sie ebenfalls zum Einsatz. Obwohl sie auch in den beiden siegreichen Spielen gegen die U17-Nationalmannschaften Österreichs (2:1) und der Niederlande (2:0) mitwirkte, schied sie mit ihrer Mannschaft als Gruppendritter aufgrund der schlechterer Tordifferenz gegenüber den Niederländerinnen aus dem Turnier aus.
Am 6. und 8. März 2020 bestritt sie zwei Länderspiele für die U19-Nationalmannschaft. Beide in Freundschaft ausgetragenen Begegnungen mit der U19-Nationalmannschaft Schwedens und der U19-Nationalmannschaft Dänemarks wurden mit 1:2 verloren.
Ein Jahr später gehörte sie der U23-Nationalmannschaft an, für die sie am 30. November 2021 in Burton upon Trent debütierte. Im mit 11:0 gewonnenen Freundschaftsspiel gegen die U23-Nationalmannschaft Estlands erzielte sie mit den Treffern zum 6:0, 7:0 und 10:0 in den Minuten 59, 61 und 81 ihre ersten drei Länderspieltore. Bis zum 28. November 2024 bestritt sie 13 weitere in Freundschaft ausgetragene Länderspiele.

## Erfolge
BK Häcken
- Zweiter Schwedische Meisterschaft 2023, 2024
- Schwedischer Pokal-Finalist 2023, 2024

FC Arsenal
- Englischer Meister 2019
- Englischer Pokal-Finalist 2019, 2020